# Dow Sadan
Dow Sadan (hebr. ‏דב סדן‎, ang. Dov Sadan), właściwie Dow Berl Stock (ur. 21 lutego 1902 w Brodach, zm. 14 października 1989 w Jerozolimie) – izraelski pisarz, dziennikarz, redaktor i polityk, w latach 1965–1968 poseł do Knesetu. Laureat Nagrody Izraela.

## Życiorys
Urodził się 21 stycznia 1902 roku w Brodach jako syn Chaima Cwi Ha-Kohena Stocka. Otrzymał tradycyjną edukację religijną, następnie uczęszczał do żydowskiej szkoły publicznej, później do polskiego gimnazjum w Brodach, a po wybuchu I wojny światowej we Lwowie.
W 1920 roku rozpoczął współpracę z lwowskim dziennikiem „Chwila”, zadebiutował w jidysz w dzienniku „Togblat”. W 1921 roku w Przemyślu został wydany zbiór jego wierszy Clilim, a rok później zaczęły się ukazywać jego wiersze w jidysz w czasopiśmie syjonistycznym „Folk un land”.
W 1922 roku wstąpił do organizacji He-Chaluc i szybko stał się jej liderem na terenie Małopolski. W 1925 był redaktorem należącego do organizacji czasopisma „Atid” wydawanego w Warszawie.
Wyemigrował do stanowiącej brytyjski mandat Palestyny. Po przybyciu do Palestyny, Sadan przez pewien czas pracował w kilku kibucach jako oświatowiec bądź pedagog. Podjął współpracę z paroma liczącymi się czasopismami, takimi jak „Ha-Poel ha-Cair”, „Moznaiim”, „Gazit”. W latach 1927–1944 był redaktorem dziennika Dawar, w tym kierownikiem działu literackiego. Od 1944 był redaktorem w wydawnictwie Am Owed. W latach 1952–1970 był kierownikiem Wydziału Języka Jidysz na Uniwersytecie Hebrajskim w Jerozolimie, w 1963 został mianowanym profesorem. W latach 1965–1970 wykładał literaturę hebrajską na Uniwersytecie Telawiwskim.
W wyborach parlamentarnych w 1965 po raz pierwszy i jedyny dostał się do izraelskiego parlamentu z listy Koalicji Pracy. W szóstym Knesecie zasiadał w komisji edukacji i kultury. 9 grudnia 1968 zrezygnował z mandatu poselskiego, który objął po nim Dawid Golomb.
Publikował przez 67 lat, a ponad cztery tysiące tekstów składających się na jego spuściznę pisarską sygnował 60 pseudonimami. Wydał 60 książek po hebrajsku i 6 w jidysz. Przetłumaczył 40 książek na hebrajski z jidysz, niemieckiego i polskiego. Są to książki z zakresu literatury pięknej, publicystyki, historii, pedagogiki; często opatrywał je wstępami lub posłowiami, pokazując miejsce, jakie zajmują w rodzimej literaturze, wskazując zarazem na ich ważność dla współczesnego czytelnika hebrajskiego.
W 1968 otrzymał Nagrodę Izraela.
Zmarł 14 października 1989.